# 호스에촌
호스에촌(法末村)은 니가타현 가리와군에 설치되었던 촌이다. 현재의 나가오카시에 해당한다.